# Historia de Albacete

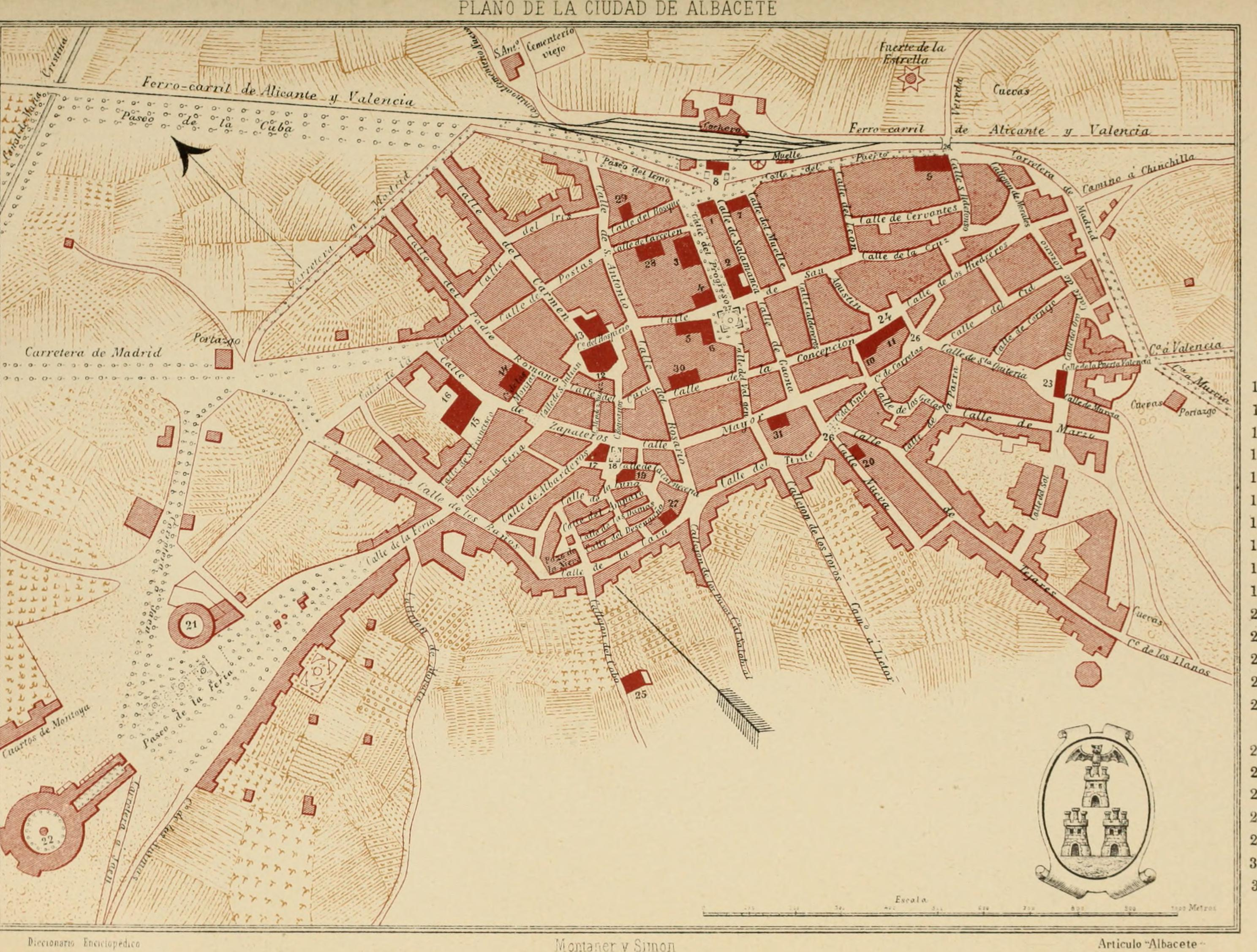
Plano de Albacete de la segunda mitad del

La historia de Albacete hace referencia a la relativa a dicha ciudad española, ubicada en el sureste de la península ibérica.

## Orígenes

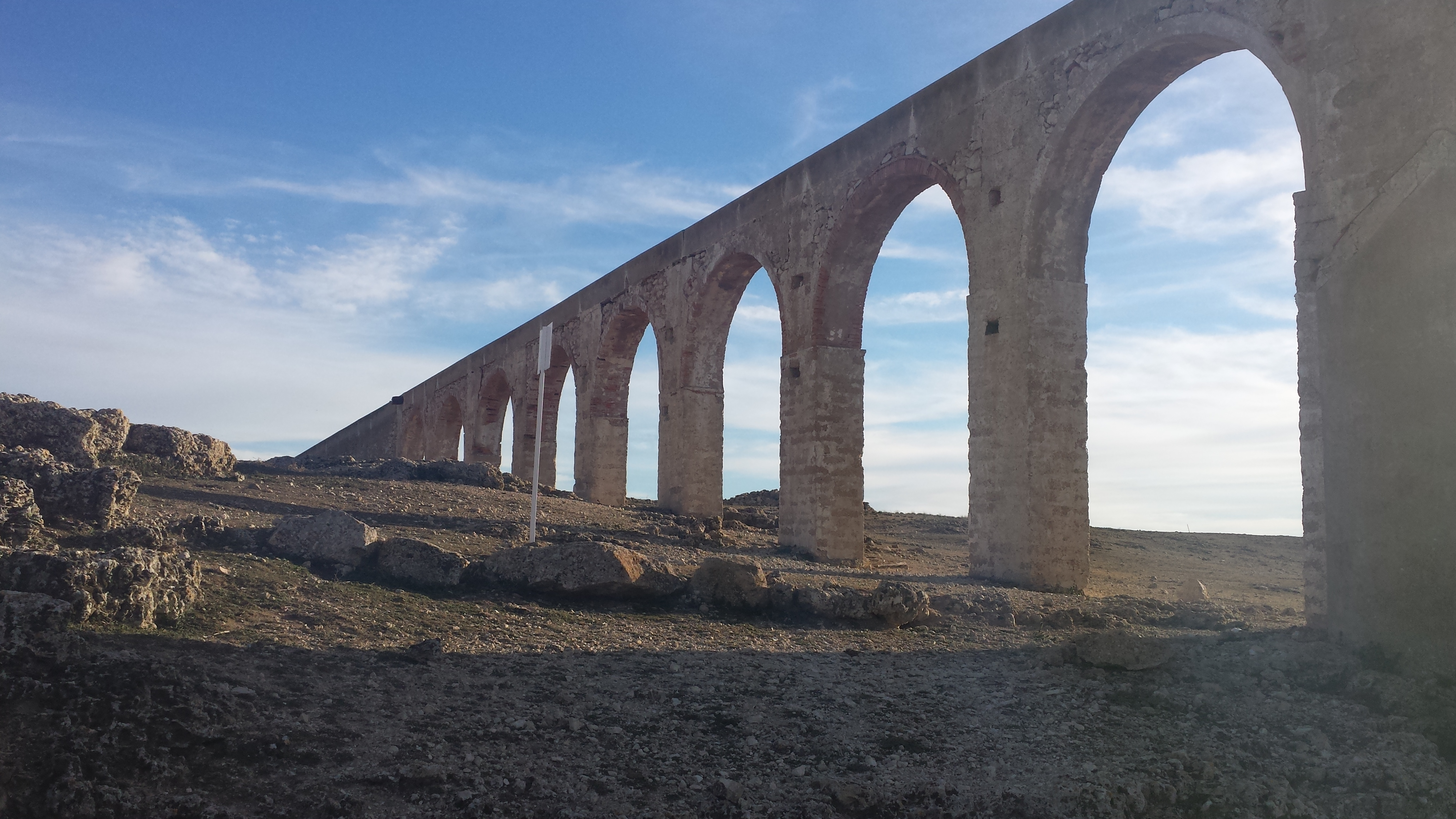
Yacimiento arqueológico de la Edad de Bronce de El Acequión.

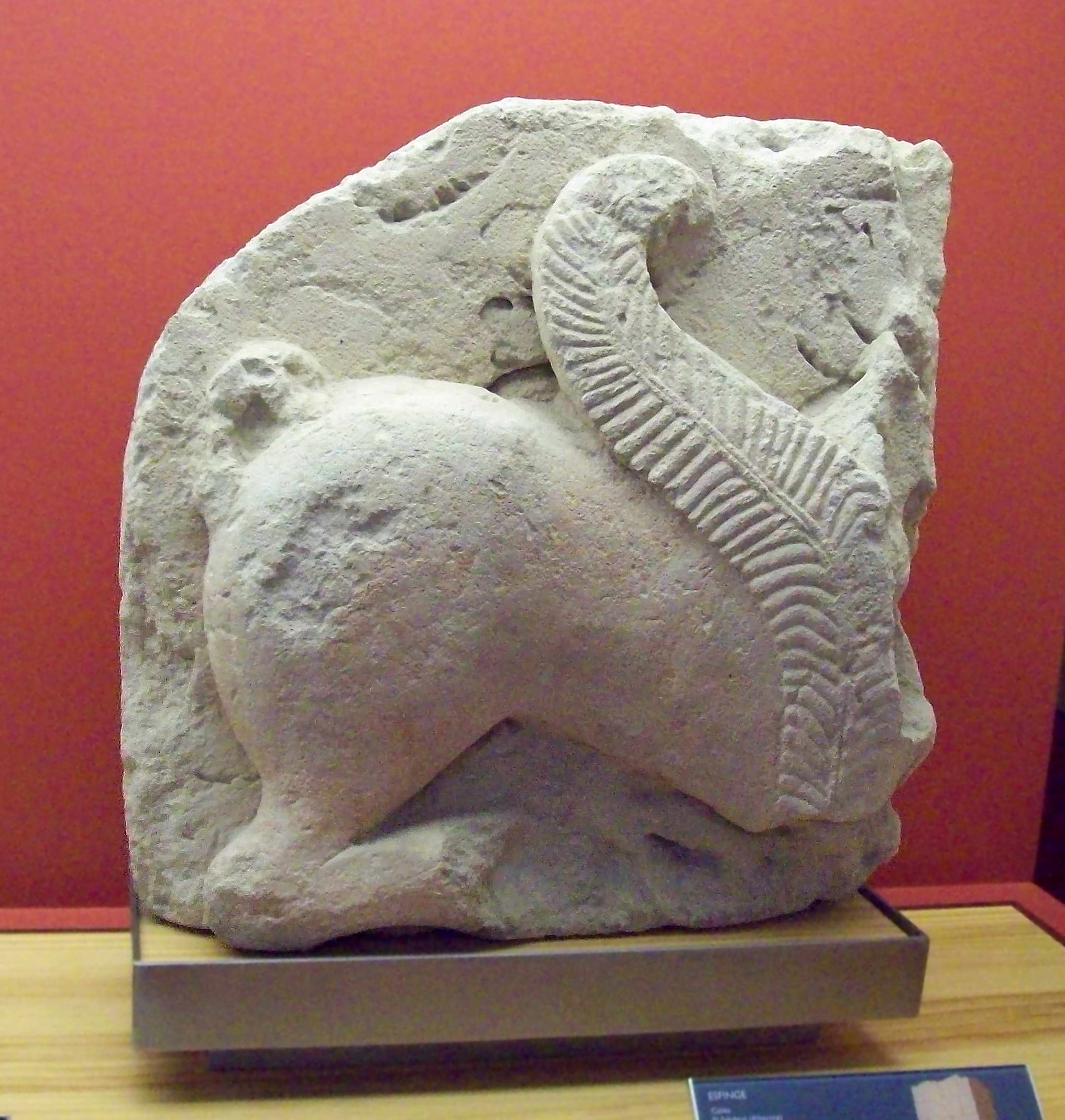
A principios del se encontraron en la localidad de El Salobral, sendas Esfinges Gemelas, pertenecientes a la cultura íbera.

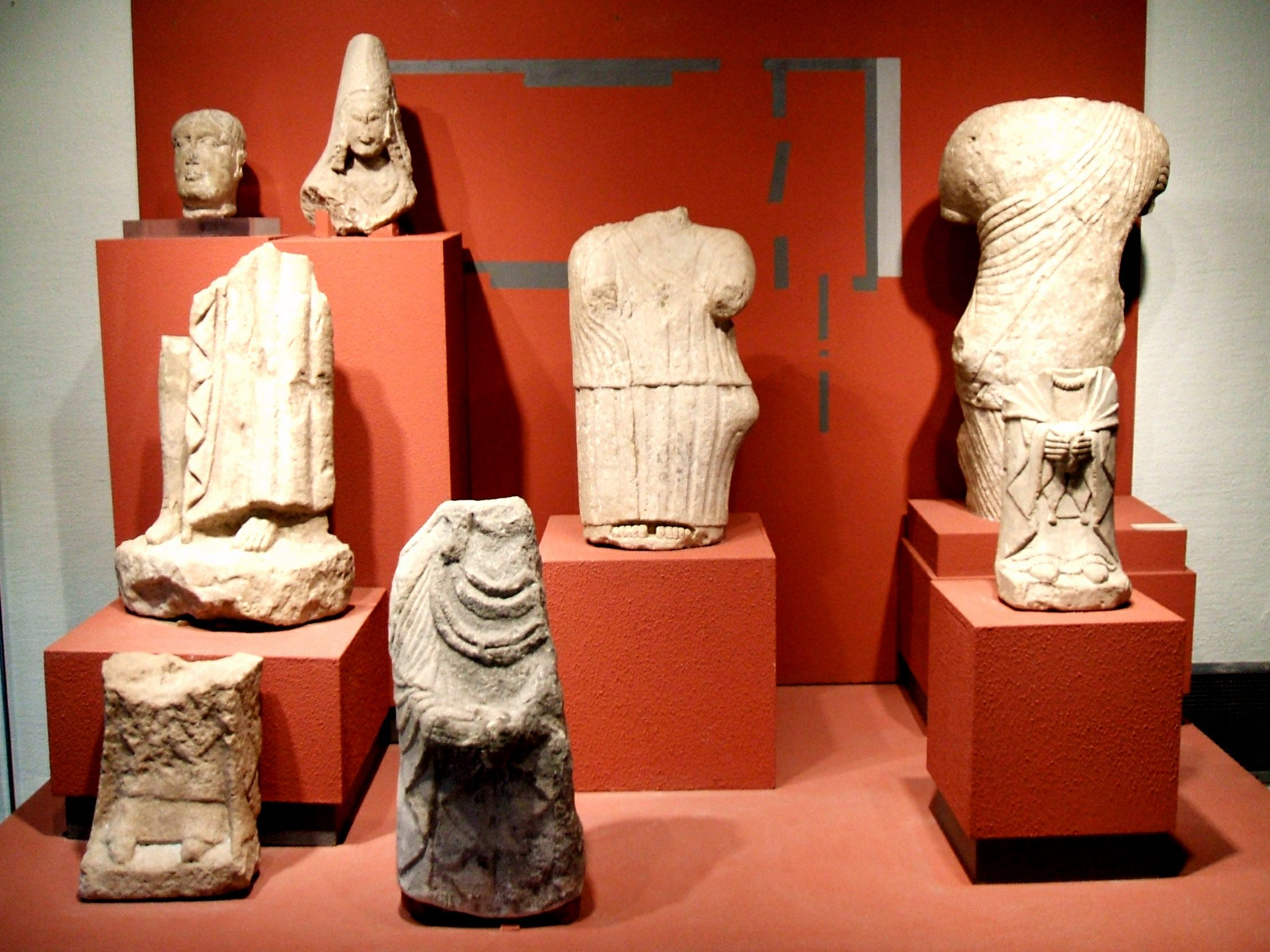
Estatuaria íbera en el Museo Provincial de Albacete.

Los orígenes de Albacete no se pueden precisar con exactitud, aunque en sus inmediaciones (Acequión, Pozo Moro y Balazote), e incluso dentro de su municipio, se ha encontrado restos procedentes de la cultura íbera, y romana. Entre ellos cabe citar por su importancia el yacimiento arqueológico de El Acequión, datado en la Edad de Bronce, que constituye uno de los mayores exponentes del Bronce Manchego, las Esfinges gemelas de El Salobral, halladas en 1901. Dotadas de un significado mágico, tienen carácter apotropaico (es decir, defendía el monumento funerario frente al expolio y protegía la memoria del difunto) y psicopompo (un vehículo para conducir el alma del difunto al mundo de ultratumba). La esfinge conservada en España conserva restos de policromía, especialmente un rojo intenso, considerado el color de vida por su parecido con el de la sangre humana. Por sus rasgos estilísticos se fecha su cronología a finales del siglo VI a. C.
No obstante, y gracias a algunos hallazgos cerámicos, se estima que los mismos han de remontarse a la época andalusí, habiendo nacido como una pequeña alquería, documentada al menos desde el siglo IX, próxima a Chinchilla de Monte-Aragón, plaza de la que dependió durante casi toda la Edad Media, siendo su nombre original  البسيط Al-Basit (La Llanura). De la misma época existen algunos documentos que hacen referencia a un viejo castillo situado en la zona que data de la época Califal.
Se cree que la primera mención de la ciudad se da en el año 928, cuando Al-Udri se refiere a la derrota y destierro de uno de los hijos del rebelde Ibn as-Satid en Al-Basit, aunque también se ha barajado la posibilidad de que esté destierro se llevara a cabo en una zona también conocida como "los llanos” comprendida entre las localidades de Alicante y Callosa.
Hacia 1144, Ibn Abd al-Aziz reguló en Valencia que encargaba al alcaide Ibn Iyad asegurar como suyas y propias las tierras y gentes de Albacete contra los lamtuies.
Según las crónicas de la época, poco más tarde, en 1146 tuvo lugar en las inmediaciones de lo que hoy es la ciudad de Albacete la batalla de al-Luŷŷ, que le costó la corona y la vida al rey levantino Sayf al-Dawla, muerto por soldados del reino de Castilla.
Tras la batalla de Las Navas de Tolosa, en 1212, los reyes cristianos rompen las defensas almohades y se adentran en los despoblados y desprotegidos territorios de La Mancha albacetense. La pequeña Al-Basit es tomada en 1241, bajo el reinado de Fernando III el Santo de Castilla por Pelayo Pérez Correa (quien también tomaría amplias zonas del Levante) y entregada como aldea a la villa de Chinchilla en 1269, dentro del poderoso Concejo de Alarcón.
En la historia de esta provincia, y en general, en la historia de la Edad Media española, tiene un gran peso la figura de don Manuel, hermano del rey Alfonso X el Sabio, que había logrado un importante señorío tras la conquista de los reinos musulmanes levantinos.

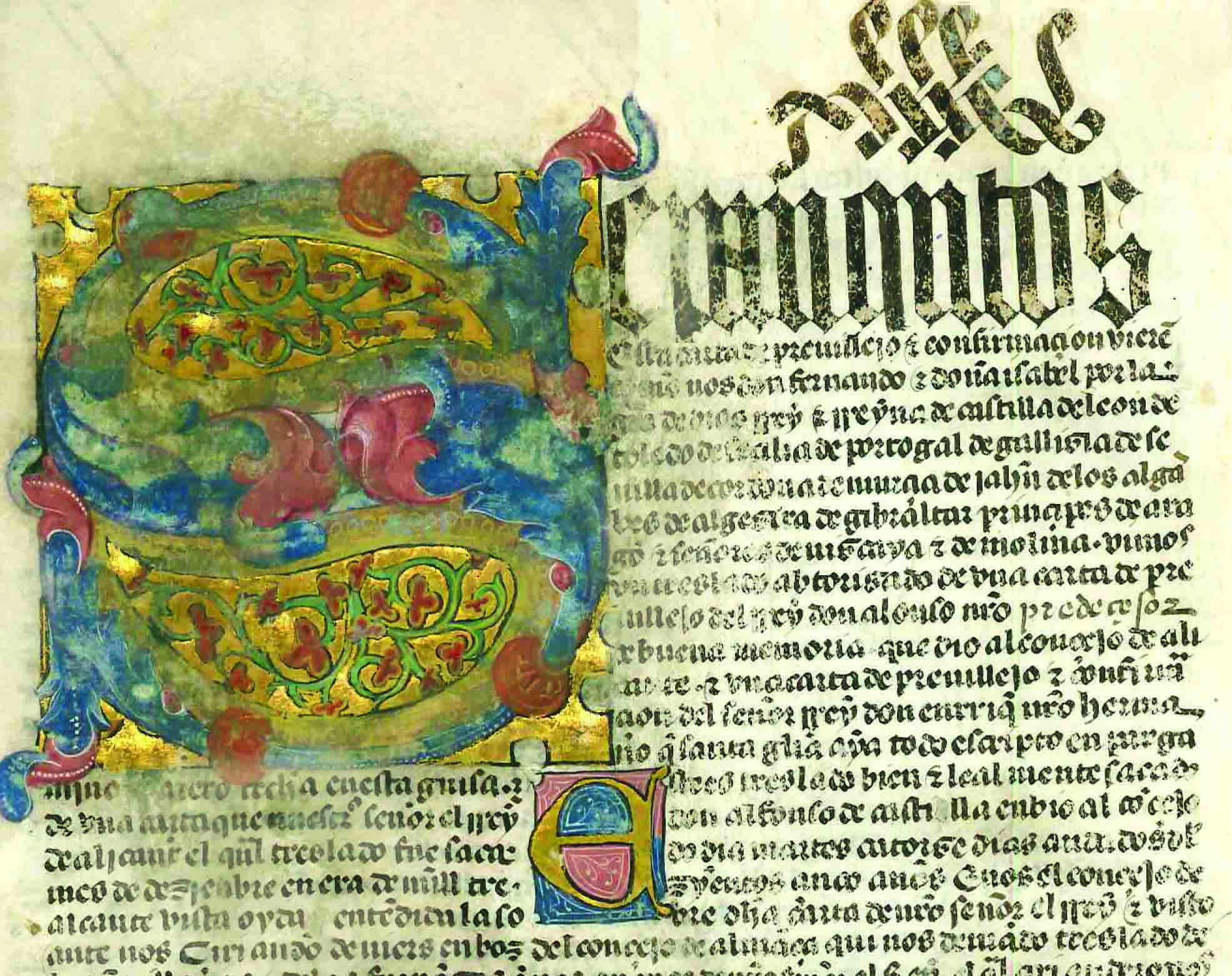
Carta de Privilegio y Confirmación de Albacete del, Archivo Histórico Provincial.

El señor del Marquesado de Villena inicia una ingente labor de repoblamiento, con la esperanza de triunfar allí donde el rey y la Orden de Santiago habían fracasado. Mediante el Privilegio de Villazgo, promulgado en la localidad conquense de Castillo de Garcimuñoz en 1375, se concede a Albacete el título de villa independiente de Chinchilla. No obstante, el señorío de Villena y más tarde marquesado, padecería numerosas vicisitudes en los años siguientes. Durante un lustro, las tierras albaceteñas son escenario de un conflicto bélico entre los partidarios de los Reyes Católicos y los de Juana la Beltraneja, apoyada por don Diego López Pacheco, segundo marqués de Villena. El fin del Marquesado de Villena se inicia en 1475, con la sublevación de Alcaraz y todo su Concejo.
Será durante los siglos XIV y XV cuando se erijan en distintos puntos de la villa tres fortalezas localizadas en los tres puntos con mayor altitud; una situada en la actual plaza de las Carretas, otra en la "Villanueva" o Alto de la Villa, actualmente Villacerrada, y la tercera en el Cerrillo de San Juan.
Finalmente, los Reyes Católicos y sus partidarios ganan la contienda y la Corona se apropia de todas las villas, expropia el Marquesado y las encomiendas de la Orden de Santiago, y hace sentir el peso de la nueva política. La nobleza, aún la perdedora, es compensada con creces y las ciudades ven recortados sus fueros y privilegios. 
Los sucesos históricos que convulsionan Castilla en los siglos siguientes, afectan a Albacete de diversas maneras. Durante la Guerra de las Comunidades de Castilla y salvo un breve período la capital, igual que otras grandes villas, permanecen fieles a la monarquía.

## Edad Moderna

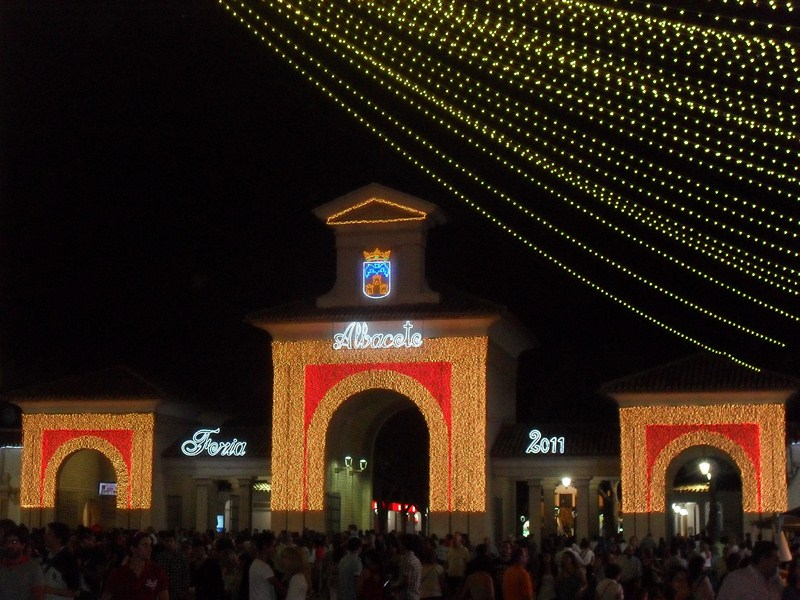
En 1710 Felipe V concede a la ciudad el privilegio de organizar una feria franca. En la imagen, puerta de hierros del recinto ferial.

Durante la guerra de las Comunidades de Castilla Albacete se mantuvo al principio leal a Carlos I, pero a finales de septiembre de 1520, posiblemente el día 29, tuvo lugar en la ciudad una revuelta que terminó instaurando en ella una administración comunera: las autoridades vigentes en el momento, como regidores y alcaldes, fueron expulsadas y reemplazadas por otras nombradas por los vecinos.
Se sucedieron entonces los episodios comunes en todas las ciudades sublevadas: préstamos forzosos, destierros de los traidores o sospechosos etc. Pero el movimiento comunero no perduró por mucho tiempo en Albacete. A comienzos de diciembre, la ciudad volvió a las filas realistas, y en marzo de 1521, se preparó para enviar contingentes armados de refuerzo al prior de San Juan, que combatía a la rebelde Toledo. El 24 de dicho mes hacen alarde, y el 25 se reúnen para partir el 28 al amanecer, dirigidos por Gabriel de Guzmán. Ese día y el siguiente parten un total de 126 infantes y 12 caballeros. El sistema de recluta en algunos casos fue forzoso, lo que conllevó a quejas y deserciones de soldados. Problema que Guzmán intentó solucionar ordenando apresar a quienes se negasen a ir al ejército y solicitando a otros para llenar el lugar de los desertores. Para aprovisionar de armas a dicho contingente enviado, Albacete se valió de las armas guardadas por el concejo y de las requisas que este mandó hacer a los vecinos. El 29 de abril salió además una nueva expedición, esta vez compuesta por 102 infantes y 10 caballeros. La anterior regresó el 10 de mayo y ésta uno o dos días después, es decir, de forma anticipada. Es por ello que cuando el 20 de mayo se terminó de pagar a ambos contingentes, se requirió a los soldados que habían partido el 29 de abril que devolviesen el dinero que habían recibido de más. 
Durante el siglo XVI, Albacete continuó su lento, aunque progresivo crecimiento, llegando a contar con 5000 habitantes. Durante este siglo, en 1526, Carlos I regalará el señorío de Albacete a su esposa, la emperatriz Isabel de Portugal como presente de boda, permitiendo la instalación en la zona de diversas órdenes monacales (franciscanos –conventos de San Francisco y de Franciscanas de la Encarnación –, justinianas –convento de San Lorenzo Justiniano– o agustinos –convento de San Agustín–), comenzando a erigirse también en esta época la iglesia de San Juan que posteriormente se convertiría en catedral.
Estructura y funcionamiento de la administración municipal durante los siglos XVI y XVII.
La villa de Albacete se encuadraba en el corregimiento “de abajo”, originado a partir de 1586 en la Gobernación del Marquesado de Villena, que comprendía dos ciudades (Chinchilla y Villena) y nueve villas: La Roda, La Gineta, Albacete, Tobarra, Hellín, Yecla, Sax, Almansa y Ves. No obstante su menor rango, consta que a menudo el corregidor residía largas temporadas en Albacete
El concejo de Albacete estaba compuesto, como otros muchos concejos castellanos, por regidores, dos alcaldes ordinarios y un alguacil mayor (todos ellos, oficiales capitulares, es decir, que participaban en las reuniones del concejo –ayuntamientos- con voz y voto) y otros oficiales, como alcaldes de hermandad, escribanos, fieles, etc. Los ayuntamientos se solían celebrar los sábados por la mañana, en el edificio de la Plaza Mayor, en la sala de Nuestra Señora de la Estrella, llamada así por la presencia de una imagen de esta advocación
Desde la época bajomedieval los oficios capitulares se elegían anualmente en torno al día de San Miguel (29 de septiembre) sobre una rueda de treinta y tres candidatos, personas honradas y que tuviesen bienes reconocidos por valor de 100.000 maravedíes en adelante, que rotaban por sorteo en grupos de once cada tres años, lo que mantenía los oficios municipales capitulares en manos de las familias más acomodadas.
Los dos alcaldes ordinarios presidían los ayuntamientos, aunque su función principal era la de administrar justicia, interviniendo en causas civiles y criminales en primera instancia; el alguacil mayor, junto con sus auxiliares, ejecutaba las sentencias de los alcaldes ordinarios. Se nombraba también un alcalde para El Salobral, la única población que Albacete tuvo bajo su jurisdicción en el siglo XVII, tras la emancipación de La Gineta, que obtuvo su privilegio como villa en 1553. A mediados de la década de los ochenta del siglo XVII fueron suprimidos los alcaldes ordinarios, siendo sustituidos por un teniente del corregidor.
Los regidores fueron el verdadero corazón de la institución municipal, pues siendo en principio oficios elegibles anualmente, en número de seis (más dos jurados), fueron transformados a partir de 1543 en oficios perpetuos (inicialmente, vitalicios; a partir del siglo XVII muchos se fueron transformando en oficios hereditarios) siendo adjudicados por el Rey a cambio de una contribución monetaria. Además su número fue creciendo: ocho en 1543, año en que se produjo la enajenación de los oficios de regimiento en el contexto de la guerra contra Francia, siendo ya doce en 1555 y dieciocho en 1561; al comenzar el siglo XVII los regidores se habían convertido en 28 y al inicio del reinado de Felipe IV eran 33 los regidores de Albacete. Los sucesivos incrementos de oficios no se produjeron por necesidades del gobierno municipal sino para recaudar fondos por parte de la Hacienda Real, hasta el punto de que la proporción de regidores con respecto al número de vecinos llegó a ser mayor en Albacete que en Madrid, sede de la Corte. En el marco del programa de reformas iniciado por el Conde-Duque de Olivares, se trató de reducir en dos tercios los oficios municipales, considerando que su excesivo número era perjudicial para el buen gobierno de las poblaciones; el proceso se inició en Albacete en 1624, pero el consumo se anuló a fines de 1626, lo que supuso que volvieran a tomar posesión todos los antiguos regidores. En 1651 el número de regidores de Albacete alcanzaba ya los 40.
La cantidad con que los agraciados habían de servir a la Hacienda Real por la merced del regimiento que se les otorgaba fue variando, siendo mayor con el paso de los años y en función de las características de los oficios adquiridos. Los primeros oficios de regidor enajenados en la villa de Albacete en 1543 costaron 400 ducados (149.600 maravedís) a sus respectivos propietarios, los enajenados posteriormente valieron 450 ducados y a comienzos del siglo XVII fueron ya 1.000 ducados. Eran cantidades muy importantes, teniendo en cuenta que en 1600 un pan de una libra costaba 6 maravedís en Albacete, y que el salario de un jornalero oscilaba entre 50 y 68 maravedís por un día de trabajo.
También fueron enajenados otros oficios, e incluso se crearon oficios singulares con el propósito de recaudar dinero mediante su venta: así en 1559 se creó un oficio de alférez mayor y regidor que adquirió Pedro Carrasco por la elevada cantidad de 1.300 ducados. Fue el primer oficio hereditario, con rasgos honoríficos de preeminencia sobre el resto (en los ayuntamientos hablaba y votaba primero sin respetar el criterio de antigüedad de los demás regidores, se sentaba delante y era el único que por entonces podía entrar con armas; además su salario superaba en dos tercios al de los restantes). En 1632 fue enajenado el oficio de alguacil mayor, por el que la Hacienda Real obtuvo nada menos de 6.600 ducados, abonados por una familia de hidalgos de Santa María del Campo (Cuenca) emparentada con notables de Albacete, siendo el primer propietario Don Pedro González de Mendiola.
Esta progresiva enajenación de los oficios municipales por la Corona produjo una patrimonialización de los mismos (incluso en el caso de oficios vitalicios, cuyo ejercicio podía ser traspasado tantas veces como se deseara), lo que desembocó en el acaparamiento del poder municipal en manos de las oligarquías locales. Durante toda la Edad Moderna se produjo un elevado absentismo de los oficiales capitulares a pesar de las multas o de la privación de voto con que el corregidor les amenazaba por su inasistencia, ya que muchos regidores residían en sus fincas rústicas y sólo asistían a ayuntamientos relevantes como los de elección de oficios.
Cada regidor recibía un salario fijo, de 100 maravedís anuales, cantidad que no varió a lo largo de estos siglos y que era realmente irrisoria, si tenemos en cuenta lo que les había costado la compra del cargo. Sin duda, el poder que otorgaba el oficio de regidor en las decisiones sobre la vida municipal (como la cobranza de determinados impuestos, el abasto de aceite, pescado, carne, jabón y otros mantenimientos en la población, fijando precios para los mismos, o la gestión de los bienes de Propios del concejo, especialmente los pastos y dehesas), así como la ausencia de mecanismos formales de control sobre su gestión, compensaban sobradamente los gastos.
Del cumplimiento de las ordenanzas emanadas del Concejo se encargaban distintos oficiales: fuera del casco urbano, los alcaldes de Hermandad (nombrados anualmente) y los caballeros de sierra velaban por el mantenimiento de la legalidad en el término municipal; los veedores y apeadores delimitaban las lindes de tierras en casos de conflictos y actuaban como jueces en la apreciación de daños que se hubiesen podido producir por acción de los ganados; los fieles se encargaban de hacer cumplir las ordenanzas en el mercado y abastos.

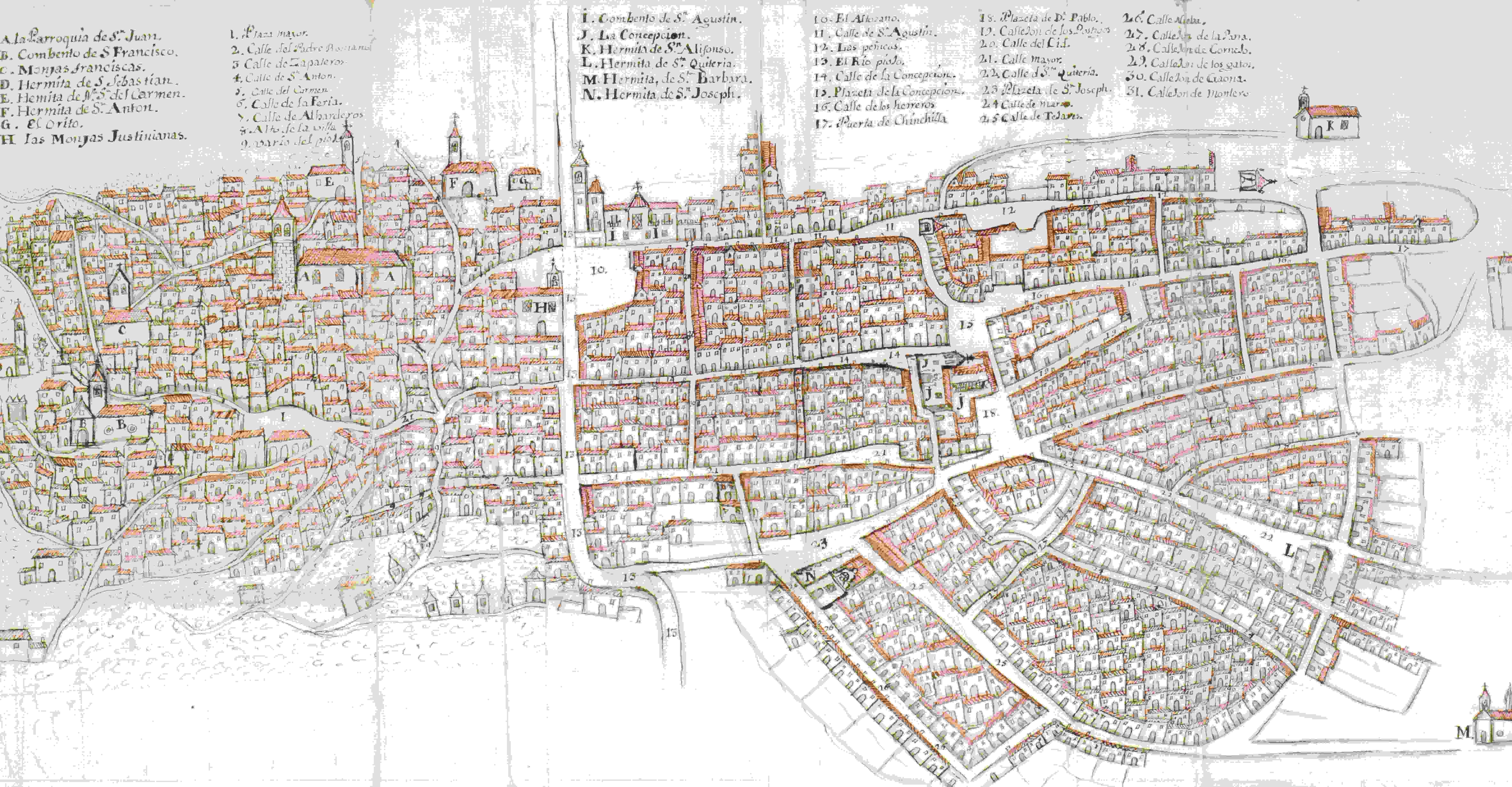
Mapa de Albacete en la segunda mitad del

Durante el siglo XVIII, Albacete se encuentra estructurado partiendo de tres núcleos: Alto de la Villa, El Cerrico y la Cuesta, con el límite situado al norte de la ciudad, en la actual autovía A-31. Los tres núcleos tenían una población de unos 8000 habitantes, que durante la guerra de sucesión española tomarán partido por el futuro Felipe V de España, el cual, en septiembre de 1710, concederá a la ciudad el privilegio de una feria franca (aunque ésta ya se venía celebrando desde el siglo XIV). 
Precisamente para este fin se acordará construir un recinto permanente en el paraje conocido como Santa Catalina, en las "eras" o "ejidos", situado al oeste de la villa (muy cercana al molino del acequión), en donde durante el siglo XVII se había establecido una comunidad de franciscanos que prestarán reticencia a esta actuación mediante varios pleitos.

## Edad Contemporánea

### sigloXIX

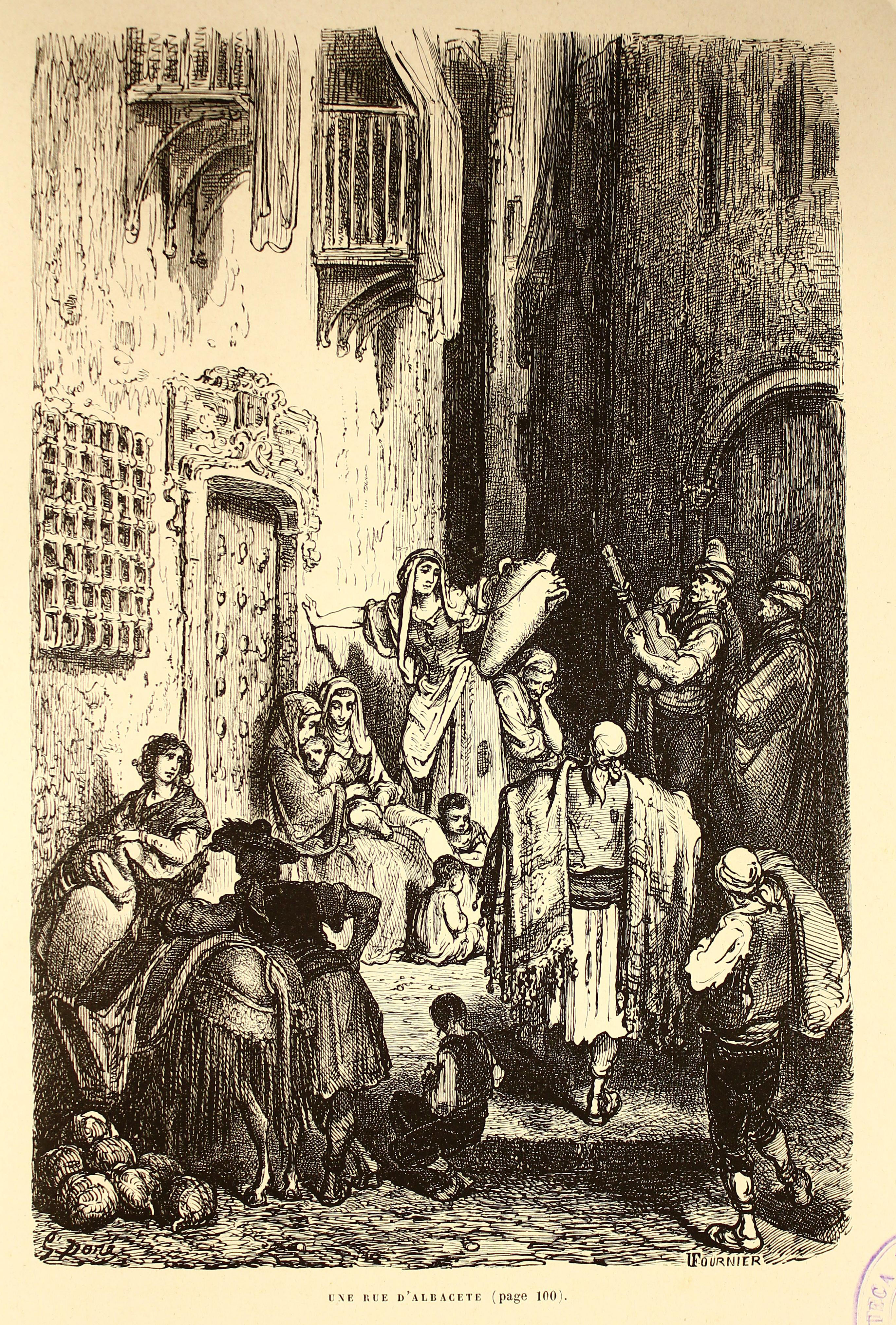
Una calle de Albacete en un grabado de Gustave Doré (L'Espagne, 1874)

La localización de Albacete, a finales del siglo XVIII aún era un lugar poco salubre debido a la gran cantidad de aguas estancadas, lo que propiciaba la aparición de enfermedades, por lo que las autoridades se plantean sendos proyectos para propiciar el desagüe de las mismas, iniciándose en 1805 la construcción del futuro Real Canal de María Cristina.

La Guerra de Independencia española (1808-1812) tuvo una importante incidencia en la ciudad. Entre otros hechos, durante estos años se produjo un vacío de poder al trasladarse las autoridades a las sierras albaceteñas de Alcaraz y del Segura desde donde se coordinaron la lucha y resistencia al ejército napoleónico, el cual saqueó en numerosas ocasiones la ciudad. 

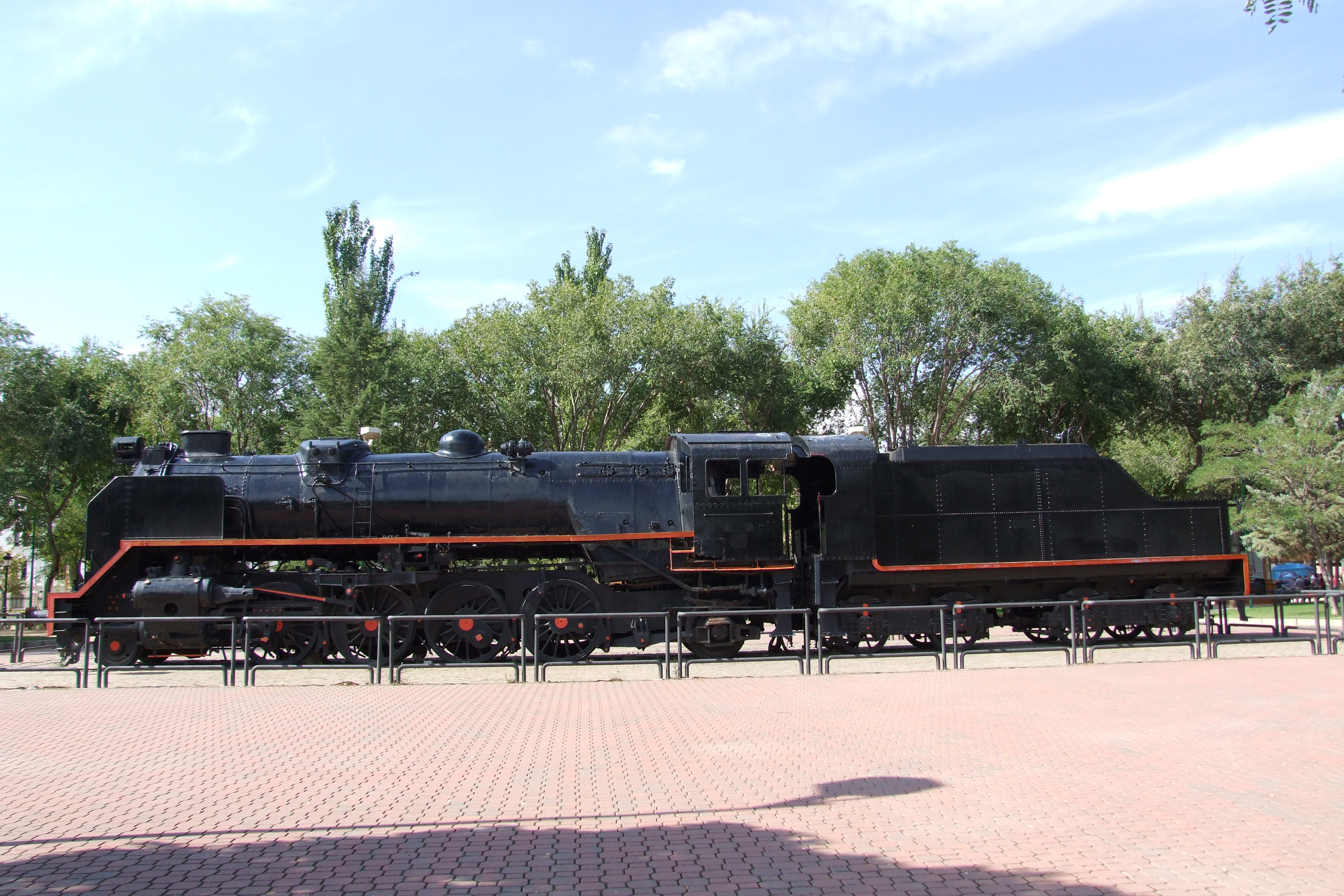
La llegada del ferrocarril en 1855 fue un revulsivo para el crecimiento de la ciudad. En la imagen, locomotora situada en el Parque Lineal de Albacete.

Durante este siglo también se sucedieron varias epidemias de cólera que retrasarían el crecimiento de la población, aunque numerosos hechos marcarán el devenir futuro de la ciudad. En 1833 se configura, con algunas variantes, la actual provincia de Albacete a partir de territorios procedentes de las provincias de Cuenca, La Mancha y Murcia, logrando la ciudad el rango de capitalidad de la misma, a lo que se le sumará el establecimiento de la Real Audiencia Territorial en 1834 (órgano jurisdiccional que abarcaba varias provincias limítrofes), y la llegada del ferrocarril en 1855 gracias a la construcción de la línea entre Alcázar de San Juan y Cartagena cuyo trazado transcurría por Albacete.

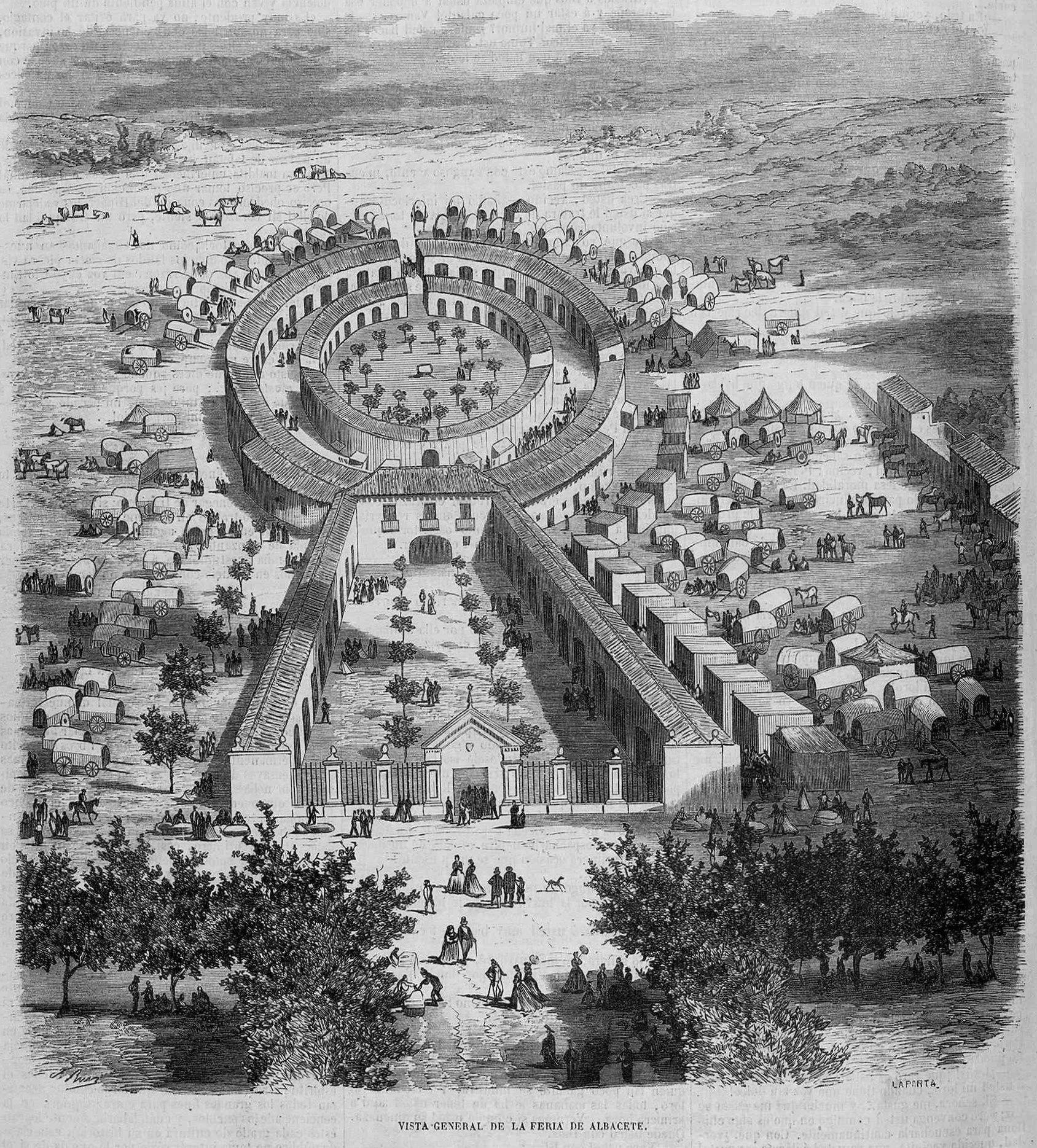
Feria de Albacete. Grabado publicado en El Museo Universal (1866)

Habrá que esperar hasta 1862 para que, por decreto de la reina Isabel II, Albacete logre el rango de ciudad.
Ya en 1888 se inaugura el alumbrado eléctrico, y se empieza a asistir a la incipiente instalación de las primeras fábricas y talleres, que junto con las consecuencias de la desamortización de Mendizábal, traía consigo una gran variación en la forma de la ciudad, al aprovechar diversos conventos para configurar plazas como la del Altozano, y modificar el urbanismo de la ciudad.

### sigloXX
El siglo XX empieza a despuntar, y Albacete cuenta en 1900, con 21 512 habitantes, y presenta unas tasas de crecimiento anual muy elevadas que se traducirán en nuevas infraestructuras. Además, inicia su andadura en el sector financiero tanto el "Banco de Albacete" como una caja de ahorros, y se van desarrollando incipientes infraestructuras que permiten el desarrollo de algunas pequeñas industrias, como la metalurgia, la cuchillería o la alimentación, que potencian el crecimiento poblacional de la ciudad que alcanzará cerca de los 42 000 habitantes en 1930.
La historia de la aviación en Albacete comienza en la segunda década del siglo XX con la construcción en 1916 de un aeródromo a las afueras de la ciudad (en la zona de Los Llanos y La Pulgosa), tras la visita en 1913 de una comisión del Parque de Aerostación de Guadalajara, quienes solicitan el establecimiento de dicha infraestructura, que se trasladará al paraje conocido como La Torrecica en 1923, convirtiéndose dicho centro en la sede de la Compañía Española de Aviación (CEA), encargada de la formación de los oficiales pilotos, y que dará un acento de apertura e innovación para la ciudad, y que se mantendrá operativa, en su faceta instructiva, hasta 1932 (aunque seguirá activo al tráfico civil).

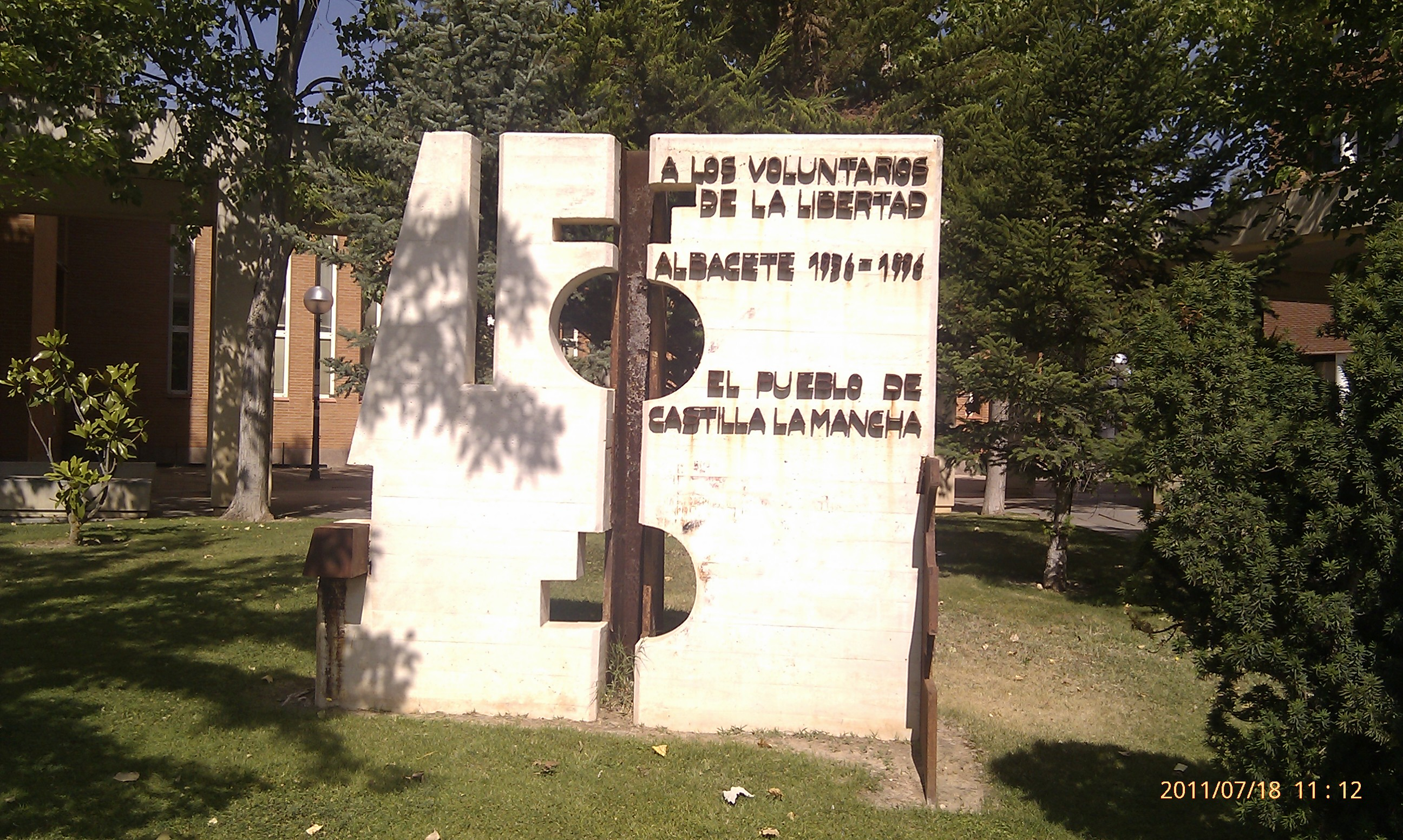
Albacete fue, durante la Guerra civil española, Cuartel General de las Brigadas Internacionales. En la imagen, monumento a las mismas en el Campus Universitario de la ciudad.

Durante la guerra civil española, debido a la estratégica situación de la ciudad como nudo de comunicaciones, Albacete se convierte en el Cuartel General de las Brigadas Internacionales. Como el resto de España, sufre con dureza los rigores de la Guerra Civil, siendo bombardeada en diversas ocasiones. Aún hoy en día se pueden ver las huellas de la Guerra Civil, quedando los refugios antiaéreos de la Plaza del Altozano restaurados como Centro de Interpretación de la paz y con la posibilidad de ser visitados.
Con el fin de la guerra, Albacete irá creciendo de forma progresiva, y superará los 64 200 habitantes en 1944. Estas cifras se traducen en un crecimiento del 2,14 % entre 1900 y 1930, y hasta un 4,2 % en la década entre 1930 y 1940.
Tras el acceso a la autonomía de Castilla-La Mancha, Albacete se convierte en 1982 en sede del Tribunal Superior de Justicia de Castilla-La Mancha, a lo que se sumará la construcción del Campus Universitario de la ciudad a partir de 1985.

### sigloXXI
El siglo XXI ha significado para la ciudad la consecución de una importante red de infraestructuras. En 2010 la ciudad celebra el III Centenario de la Feria de Albacete, declarándose interés turístico internacional.